# Ammoniumchlorid
Ammoniumchlorid (NH4Cl) ist eine anorganische chemische Verbindung und das Ammoniumsalz der Salzsäure. Dieses bildet einen farblosen, geruchlosen, kühlend salzig schmeckenden Feststoff. Natürlich kommt dieser als Mineral Salmiak vor. Es gibt viele Anwendungsbereiche von Ammoniumchlorid, darunter die Chemie, die Lebensmitteltechnologie und die Metallverarbeitung.

## Vorkommen
Natürlich vorkommendes Ammoniumchlorid ist als Mineral Salmiak bekannt. Das Mineral ist ein Feststoff, der nicht mit einer wässrigen Lösung von Ammoniak, dem Salmiakgeist, verwechselt werden sollte.

## Gewinnung und Darstellung
Ammoniumchlorid kann durch Neutralisation von wässriger Ammoniaklösung mit Salzsäure oder durch die Reaktion von gasförmigem Ammoniak mit gasförmigem Chlorwasserstoff gewonnen werden.
{\displaystyle \mathrm {NH_{3}+HCl\longrightarrow NH_{4}Cl} }
Ammoniumchlorid fällt als Nebenprodukt bei der Gewinnung von Soda nach dem Solvay-Verfahren an:
{\displaystyle \mathrm {NaCl+CO_{2}+NH_{3}+H_{2}O\longrightarrow NaHCO_{3}+NH_{4}Cl} }

## Eigenschaften
Ammoniumchlorid ist ein farbloses, geruchloses, kühlend salzig schmeckendes, gut wasserlösliches Salz, welches kubische Kristalle bildet. Wässrige Lösungen reagieren wie auch Lösungen von anderen Ammoniumsalzen mit Anionen starker Säuren wegen der sogenannten Salzhydrolyse des Ammoniumkations leicht sauer – der pH-Wert einer 1%igen Lösung beträgt etwa 5,5. Ammoniumchlorid ist gut löslich in Glycerin, kaum löslich in Alkohol und nahezu unlöslich in Aceton, Diethylether und Ethylacetat.
Mit steigender Temperatur dissoziiert Ammoniumchlorid nach
{\displaystyle \mathrm {NH_{4}Cl\ {\xrightarrow {\Delta T}}\ NH_{3}+\ HCl} }
zunehmend zu Ammoniak und Chlorwasserstoff. Die Zersetzungstemperatur, die bei Normaldruck 338 °C beträgt, steigt entsprechend dem Prinzip vom kleinsten Zwang mit dem Druck, bis das Salz bei 34,4 bar und 520 °C schmilzt. Beim Versetzen von Ammoniumchlorid mit starken Basen (wie zum Beispiel Natron- oder Kalilauge) wird gasförmiges Ammoniak freigesetzt, beim Versetzen mit schwerflüchtigen konzentrierten Säuren (etwa Schwefelsäure oder Phosphorsäure) Chlorwasserstoff.
{\displaystyle \mathrm {NH_{4}Cl_{(s)}+KOH_{(aq)}\longrightarrow NH_{3(g)}+KCl_{(aq)}+H_{2}O_{(l)}} }
{\displaystyle \mathrm {NH_{4}Cl_{(s)}+H_{2}SO_{4(l)}\longrightarrow HCl_{(g)}+NH_{4}HSO_{4(solv)}} }

## Verwendung
Verwendung findet Ammoniumchlorid heute unter anderem zur Herstellung von Kältemischungen, in der Färberei und Gerberei. Ebenfalls findet es Anwendung beim Verzinnen, Verzinken, oder Löten, da es die Fähigkeit besitzt, mit Metalloxiden leicht rauchende und schwach anhaftende Chloride zu bilden und somit die Metalloberfläche zu reinigen. Des Weiteren wird es als Elektrolyt in Zink-Kohle-Batterien eingesetzt.
Ammoniumchlorid dient in der Medizin als Hustenlöser (Expektorans). Dazu ist es z. B. in Salmiak-Lakritz (Salmiakpastillen) enthalten. In Deutschland ist der Zusatz von Ammoniumchlorid zu Schnupf- und Kautabak laut Tabakverordnung erlaubt.
Mit Ammoniak versetzte Ammoniumchlorid-Lösungen können auch als chemischer Puffer verwendet werden. Es ist auch häufig in weißem Rauchpulver vorhanden. Zusammen mit Alkalinitraten dient es als Komponente in Wettersprengstoffen. Auch zum Entrußen von Kaminen, Kachel-, Kohle- und Ölöfen findet es Verwendung.

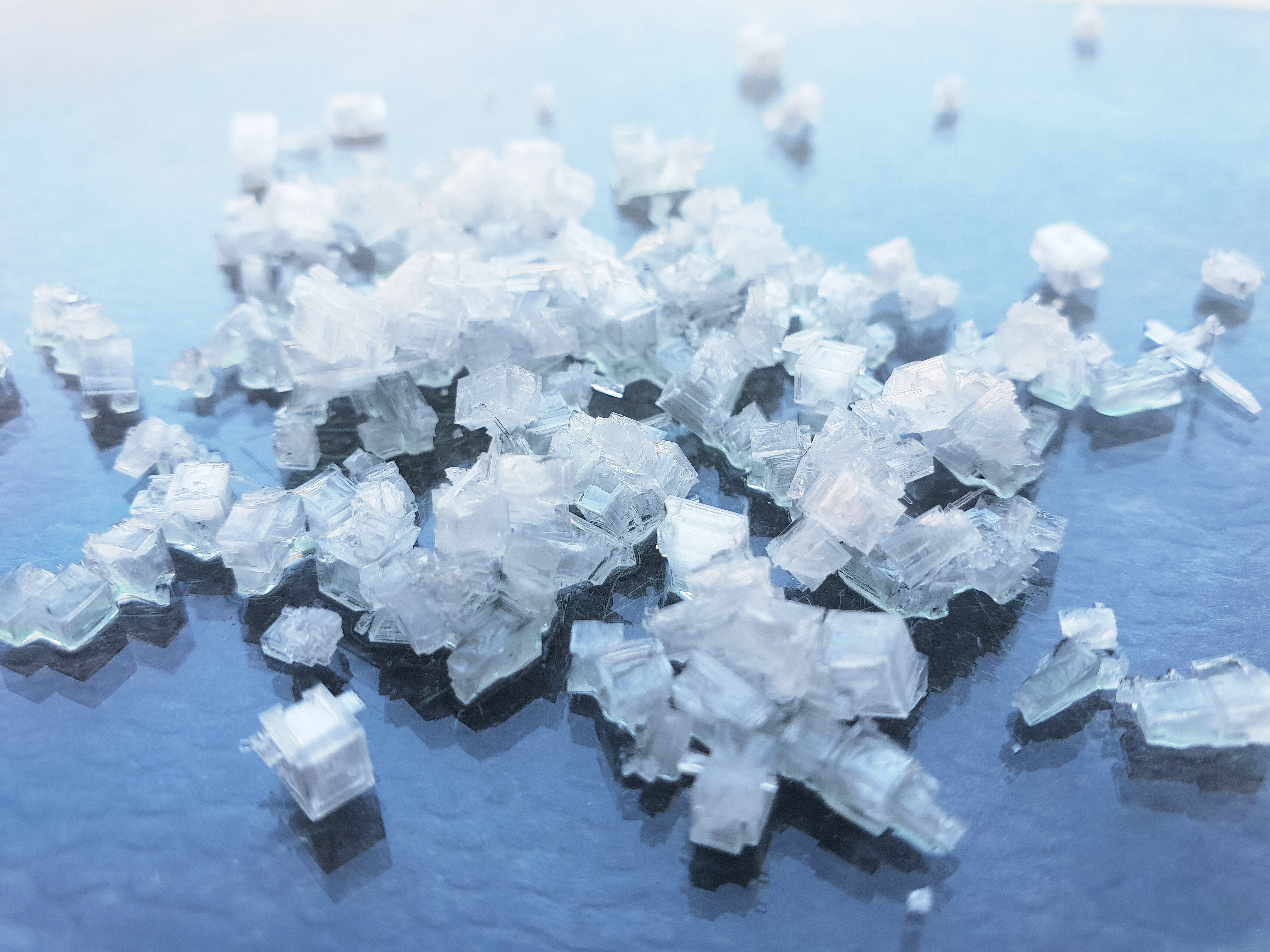
Ammoniumchlorid-kristalle
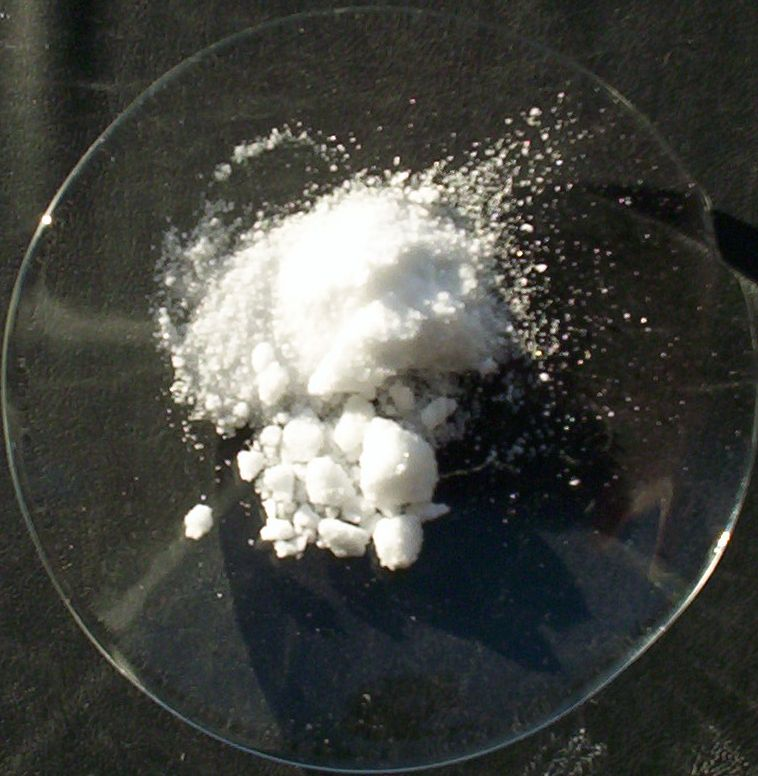
Ammoniumchlorid auf einem Uhrglas
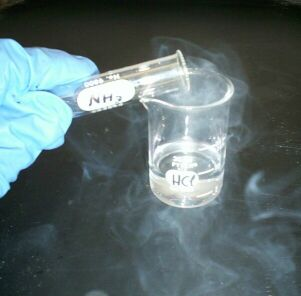
Ammoniakdämpfe reagieren mit Salzsäuredämpfen zu Ammoniumchlorid
- Bildung von Ammoniumchlorid in der Gasphase
- Bildung von Ammoniumchlorid aus Ammoniak und Salzsäure

## Toxikologie
Ammoniumchlorid verursacht deutliche Reizungen der Augen, Atemwege und Schleimhäute, für die Haut ist es aber nur schwach reizend. Es gilt als gesundheitsschädlich bei Verschlucken, so kann es bei oraler Aufnahme höherer Mengen eine Azidose auslösen.
Tägliche Dosen von acht Gramm Ammoniumchlorid führten in einem berichteten Einzelfall nach mehreren Wochen zu einer Azidose, die auch bei höheren Dosen die Symptomatik bestimmt. Bei bestehender Leber- oder Nierenerkrankung oder Kaliummangel ist entsprechend Vorsicht geboten.